# Maurice Delbouille
Maurice Delbouille (Chênée, Lieja, Bèlgica, 26 de gener de 1903 - 30 d'octubre de 1984) fou un romanista i medievalista való. A més de la tasca acadèmica, exercí també una notable activitat política.

## Vida
Fill d'una família modesta i obrera, Delbouille va estudiar a la Universitat de Lieja amb els romanistes Maurice Wilmotte i Auguste Doutrepont. El 1923 obtingué el grau de doctor amb la tesi Le genre pastoral en France avant la Renaissance. També seguí cursos a París i Florència, amb romanistes prestigiosos com Joseph Bédier, Alfred Jeanroy, Mario Roques, Edmond Faral i Pio Rajna.

Va ser professor a la Universitat de Lieja de 1929 a 1973. I amb ell van estudiar una sèrie de romanistes belgues rellevants: Louis Remacle, Jules Horrent, Madeleine Tyssens, Jeanne Wathelet-Willem, etc.

La seva recerca s'orientà cap a la filologia (publicà edicions de diversos textos medievals), la lingüística (particularment francesa i valona) i els estudis literaris, sobre la cançó de gesta i altres gèneres i temes (Tristany, El conte del Graal, etc.).

El 1940 fou nomenat membre de l'Académie royale de langue et de littérature françaises de Belgique. I des de 1964 fou membre corresponent de la Secció Filològica de l'Institut d'Estudis Catalans. També va ser co-director de la revista Le Moyen Âge (1946-1984) i membre del consell de la Société des Anciens Textes Français. El 1952 fou nomenat “Chevalier de la Légion d'honneur”. Va dirigir un volum (Generalités, 1972) de la Grundriss der romanischen Literaturen des Mittelalters i també en va redactar algun capítol.

També organitzà nombrosos congressos i trobades a la seva universitat. Entre aquests, destaca el de 1951 que constituí la represa de l'activitat de postguerra de la Société de Linguistique Romane i el VII Congrés de la Société Rencesvals.

Pel que fa a la seva activitat política, fou alcalde durant 25 anys de Chênée i durant 10 anys, senador. Fou un militant de la causa valona i membre del Partit Socialista de Bèlgica.

## Obra

### Com a editor de textos
- (Editor de) Jacques Bretel, Le tournoi de Chauvency, Lieja 1932
- (Editor, amb John Ernst Matzke, de) Jakemes, Le roman du castelain de Couci et de la dame de Fayel, París 1936
- (Editor de) Henri d'Andeli Le jugement d'amour, París 1936
- (Editor, amb Auguste Doutrepont, de) Les Noëls wallons, Gembloux/París/Lieja 1938
- (Editor de) Petite anthologie liégeoise. Choix de textes wallons: XVIIe - XXe s., Lieja 1950
- (Editor de) Henri d'Andeli, Le lai d'Aristote, París 1951

### Com a autor
- Les origines de la Pastourelle. Brussel·les, 1926 (publicació de la tesi de doctorat)
- Wallonismes ou archaïsmes dans les plus anciens textes vulgaires du nord de la France, 1932
- Y a-t-il une littérature wallonne au Moyen Âge?, 1939
- Sur la genèse de la "Chanson de Roland", travaux récents, propositions nouvelles. Essai critique, Brussel·les 1954
- Les chansons de geste et le livre, Lieja 1959
- À propos de la genèse de la langue française, 1959
- Le premier "Roman de Tristan", Cahiers de civilisation médiévale 5, núm.3 (1962), p. 273-435
- La philologie médiévale et la critique textuelle, 1971
- Tradition latine et naissance des littératures romanes, Les plus anciens textes et la formation des langues littéraires, i Les plus anciens textes romans, articles a Grundriss der romanischen Literaturen des Mittelalters 1, Heidelberg 1972, p. 559-584